# 가목재
가목재는 전북특별자치도 무주군 무풍면과 경상북도 김천시 부항면을 잇는 전북특별자치도의 고개이다.
부항령(釜項嶺)이라고도 하며 지방도 제1089호선이 이 고개를 통과하고 있다. 높이는 700m이다. 2016년 현재 가목재 밑으로는 삼도봉터널이 통과하고 있다. 김천시는 김천시 증산면의 도로인 지방도 제903호선의 가목재 구간이 너무 가팔라서 이용객이 감소하자 증산면민의 요구를 받아들여 2016년 4월 5일 가목재터널 설치공사 추진협의회의를 개최한 바 있다.